# Kiviuq (mjesec)
Kiviuq (također Saturn XXIV) je prirodni satelit planeta Saturn. Vanjski nepravilni satelit iz Inuitske grupe s oko 16 kilometara u promjeru i orbitalnim periodom od 449,22 dana. Kruži na udaljenosti od 11 294 800 km, unutar Febinog prstena. Otkrili su ga B. Gladman, J. Kavelaars i kolege 7. kolovoza 2000. Ima masu od oko 3,3 × 1016 kg.